# Stade Ary de Oliveira e Souza
Le Stade Ary de Oliveira e Souza (en portugais : Estádio Ary de Oliveira e Souza), également connu sous le nom d'Aryzão, est un stade de football brésilien situé dans la ville de Campos dos Goytacazes dans l'État de Rio de Janeiro.
Le stade, doté de 15 000 places et inauguré en 1938, sert d'enceinte à domicile à l'équipe de football du Goytacaz Futebol Clube.
Le stade porte le nom de Ary de Oliveira e Souza, ancien président du Goytacaz FC.

## Histoire
Le stade est inauguré le 9 janvier 1938 lors d'une victoire 3-1 des locaux du Goytacaz FC sur l'Americano FC (le premier but au stade étant inscrit par Otto Nogueira, joueur de Goytacaz).
Le record d'affluence au stade est de 14 996 spectateurs, lors d'une défaite 1-0 du Goytacaz FC contre Flamengo le 1er septembre 1978.
C'est dans ce stade que l'un des plus grands attaquants de l'histoire du football brésilien, Bebeto, marque son premier but en tant que professionnel en 1983.